# Central TV Tower
Centrální vysílací televizní věž je věž v Pekingu, hlavním městě Čínské lidové republiky. Je vysoká 405 metrů (386,5 metrů bez antény) a je 4. nejvyšší televizní věží a nejvyšší stavbou v Pekingu. Věž patří společnosti CCTV a byla dokončena v roce 1992.
Navržena byla Paulem Snoerenem v osmdesátých letech devatenáctého století a nachází se v pekingské čtvrti Haidian poblíž yuyuatánského parku a Gongzhufenské zastávky metra. Stavba trvala pět let a je postavena ve stylu modernismu. Věž z pozorovatelny nabízí panoramatický výhled na město a také je členem světové federace velkých věží.